# ロス・バークリー
ロス・バークリー (Ross Barkley, 1993年12月5日 - ）は、イングランド・リヴァプール出身のサッカー選手。プレミアリーグ・アストン・ヴィラFC所属。元イングランド代表。ポジションはMF。
2013年にA代表デビューを飾り、2014 FIFAワールドカップのメンバーに選出された。監督やチームメイトはバークリーについて、ミヒャエル・バラックやポール・ガスコイン、ウェイン・ルーニーになぞらえている。

## クラブ経歴

### キャリア初期
11歳の時にエヴァートンのユースチームに加入した。2010-11シーズンの始めにトップチームの試合のメンバーに選ばれ、プレミアリーグデビューが期待されたが、2010年10月に行われたU-19のイングランド代表の試合でチームメイトのアンドレ・ウィズダムと衝突し、脚を3箇所骨折した。
怪我から回復し、2011-12シーズンのプレシーズンの練習に参加すると、ティム・ケーヒルはこれまで一緒にプレイした選手の中で最も才能に恵まれている選手だとバークリーについて話した。2011年8月20日に行われたクイーンズ・パーク・レンジャーズ戦でデビューを果たし、試合は0-1で敗れたが、マン・オブ・ザ・マッチに選出するメディアもあった。シーズンの始めのバークリーのパフォーマンスは高く評価され、マーティン・キーオンはこの国の歴代最高の選手になり得る逸材だと賞賛した。2011年12月には新たな4年半の契約を結んだ。
2012年9月14日、1ヶ月間の期限付き移籍でシェフィールド・ウェンズデイに加入し、同日に行われたブライトン・アンド・ホーヴ・アルビオン戦でデビューを果たした。翌週に行われたボルトン・ワンダラーズ戦においてペナルティキックにより初ゴールを記録した。ローン期間は延長され、エヴァートンに呼び戻されるまで13試合に出場した。2013年1月には1ヶ月間限定でリーズ・ユナイテッドに加入し、バーンズリーとのダービーマッチでデビューを果たした。

### エヴァートン

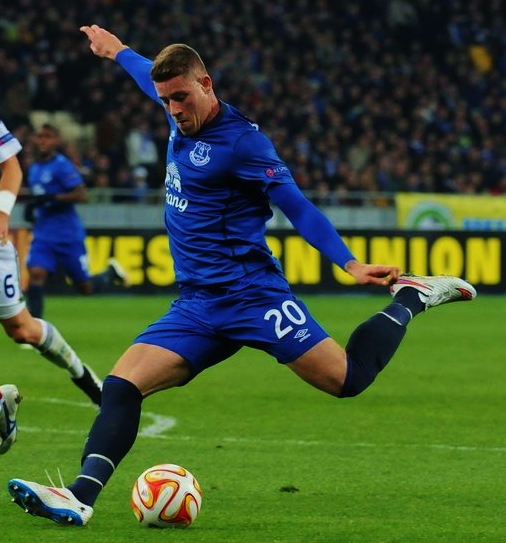
UEFAヨーロッパリーグのディナモ・キーウ戦でプレイするバークリー（2015年）

2013-14シーズンにトップチームに戻ると開幕戦のノリッジ・シティ戦で初ゴールを挙げ、試合は2-2で引き分けたがバークリーはマン・オブ・ザ・マッチに選出された。シーズンの前半戦はアーセナル戦とスウォンジー・シティ戦で決勝ゴールを挙げマン・オブ・ザ・マッチに選出されるなどの活躍を披露し、アラン・ハンセンはすべてを兼ね備えていると讃え、ゲーリー・リネカーはとてつもない才能を持ちスター選手になる素質を備えているとバークリーを賞賛した。
2014年1月4日に行われたクイーンズ・パーク・レンジャーズとのFAカップ3回戦ではFAカップにおける初ゴールとなる先制ゴールを挙げ、4-0の勝利に貢献した。2014年3月25日に行われたニューカッスル・ユナイテッド戦ではハーフウェイラインから独走し、先制となるゴールを決め、チームも3-0で勝利を挙げた。2014年4月18日はPFA年間最優秀若手選手賞の候補6人の内の1人に選ばれた。最終的にリーグ戦では34試合に出場し、6ゴールを挙げ、2014年5月3日に行われたマンチェスター・シティ戦で記録したゴールはBBCスポーツに「超大作」と賞され、エヴァートンのゴール・オブ・ザ・シーズンに選ばれた。
2014年7月29日には2018年まで契約を延長したが、内側側副靱帯の損傷により2014-15シーズンは2014年10月18日に行われたアストン・ヴィラ戦まで出場することは叶わなかったが、その試合ではロメル・ルカクのゴールをアシストし、3-0の勝利に貢献した。2014年12月15日に行われ、3-1で勝利したクイーンズ・パーク・レンジャーズ戦でシーズン初ゴールを挙げた。
2015-16シーズンは開幕から2試合連続でゴールを記録する好スタートを切った。

### チェルシー
2018年1月5日、エヴァートン時代に負った怪我が完治していないなか、チェルシーFCと5年半の契約を締結した。背番号は名手フランク・ランパードが着用し、オスカルの移籍以降空き番号となっていた8番。
2018-19シーズンはマウリツィオ・サッリ監督の下で、中盤3枚の枠の中に入りリーグ戦27試合に出場した。

### アストン・ヴィラ
2020年9月29日、アストン・ヴィラFCへの1年間のローン移籍が発表された。

### チェルシー復帰後
2021-22シーズンはチェルシーに復帰するが公式戦14試合の出場に留まり、2022年8月29日に双方合意の元で契約を解除したことが発表された。

### ニース
2022年9月4日、OGCニースへの加入が発表された。2022-23シーズンはリーグ戦で27試合に出場したが、2023年6月9日にシーズン終了後に退団することが発表された。

### ルートン・タウン
2023年8月9日、ルートン・タウンFCに加入した。背番号は6番。

### アストン・ヴィラ復帰
ルートンでの活躍により2024年7月1日、アストン・ヴィラFCへの加入が発表された。

## エピソード
2019年9月、泥酔しているなかタクシー運転手といざこざを起こし、警察に呼ばれた。

## 代表経歴

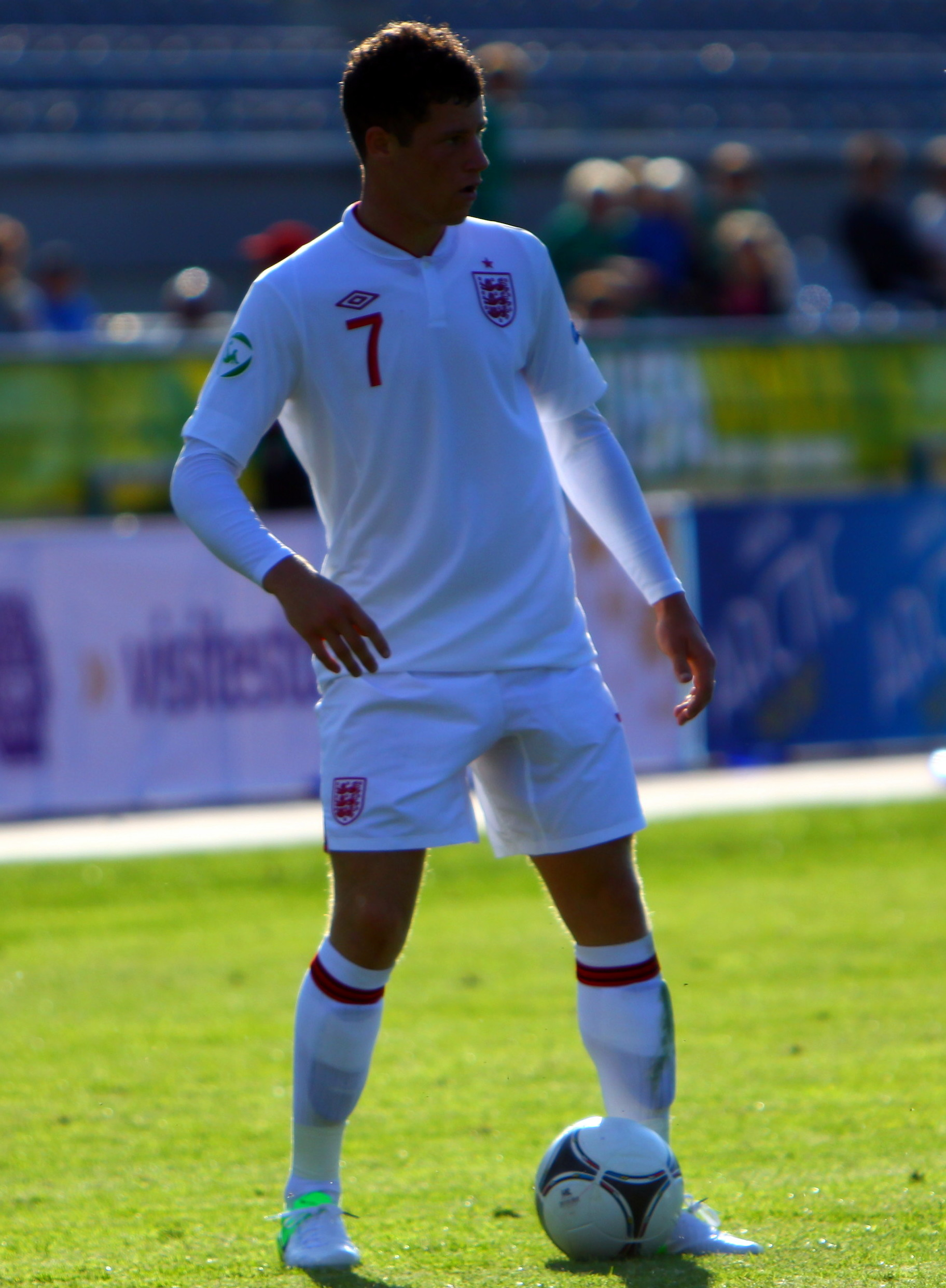
U-19イングランド代表でプレイするバークリー（2012年）

祖父の1人がナイジェリア人であるため、バークリーはイングランド代表とナイジェリア代表でプレイする資格を有していたが、バークリーは生まれ育った国の代表でプレイすることを選択し、U-16、U-17、U-19、U-20、U-21のユースレベルの代表を経験し、A代表にも選出されている。
2008年9月の14歳だった時に初めてU-16の代表に選出され、2009年に開催されたモンテギュー国際大会ではキャプテンを務め、PK戦（2-1）の末にドイツ代表に勝利し、優勝を経験した。UEFA U-17欧州選手権2010では2ゴールを記録し、決勝でスペイン代表に2-1で勝利し、優勝を果たした。2011年8月にはU-21の代表に招集され、2013年5月28日にはピーター・テイラー監督により2013 FIFA U-20ワールドカップに出場する21人のメンバーに選出された。U-20代表では2013年6月16日に行われたウルグアイ代表との大会前の調整を目的とした試合でデビューを飾り、2013年8月13日に行われたスコットランド代表戦でU-21代表における初ゴールを記録した。
2013年8月に初めてA代表に招集され、翌月にウェンブリー・スタジアムで行われ、4-0で勝利した2014 FIFAワールドカップ予選のモルドバ代表戦でジャック・ウィルシャーと交代で出場し、A代表デビューを果たした。2014 FIFAワールドカップのメンバーに選ばれ、初戦のイタリア代表戦に61分からダニー・ウェルベックと交代で出場し、ワールドカップデビューを果たしたが、チームは1-2で敗れた。グループリーグ3戦目のコスタリカ代表で初めてスターティングメンバーとして出場し、フル出場を果たした。2015年9月5日に行われ、6-0で勝利したUEFA EURO 2016予選のサンマリノ代表戦でA代表における初ゴールを記録した。

## プレイスタイル
エヴァートンの監督であるロベルト・マルティネスはバークリーについてポール・ガスコインとミヒャエル・バラックを合わせたような選手だと話した。イングランド代表の監督であるロイ・ホジソンはスピードとパワーと素晴らしい技術を持っており、ポール・ガスコインを彷彿とさせると話し、フランク・ランパードは若い頃のウェイン・ルーニーを思い起こさせると話した。当時バルセロナに所属していたチャビは2014年11月に行われたインタビューでバークリーについて、フィジカルと技術面の能力を賞賛し、プリメーラ・ディビシオンのクラブで十分にプレイできると話した。

## 個人成績

### クラブ
2025年5月25日 現在
| 所属クラブ                             | シーズン     | 背番号       | リーグ             | リーグ | リーグ | FAカップ | FAカップ | リーグカップ | リーグカップ | UEFA主催 | UEFA主催 | その他 | その他 | 合計 | 合計 |
| 所属クラブ                             | シーズン     | 背番号       | ディヴィジョン     | 出場   | 得点   | 出場     | 得点     | 出場         | 得点         | 出場     | 得点     | 出場   | 得点   | 出場 | 得点 |
| -------------------------------------- | ------------ | ------------ | ------------------ | ------ | ------ | -------- | -------- | ------------ | ------------ | -------- | -------- | ------ | ------ | ---- | ---- |
| エヴァートン                           | 2010-11      | 32           | プレミアリーグ     | 0      | 0      | 0        | 0        | 0            | 0            | —        | —        |        |        | 0    | 0    |
| エヴァートン                           | 2011-12      | 20           | プレミアリーグ     | 6      | 0      | 1        | 0        | 2            | 0            | —        | —        |        |        | 9    | 0    |
| エヴァートン                           | 2012-13      | 20           | プレミアリーグ     | 7      | 0      | 1        | 0        | 1            | 0            | —        | —        |        |        | 9    | 0    |
| エヴァートン                           | 2013-14      | 20           | プレミアリーグ     | 34     | 6      | 3        | 1        | 1            | 0            | —        | —        |        |        | 38   | 7    |
| エヴァートン                           | 2014–15      | 20           | プレミアリーグ     | 29     | 2      | 2        | 0        | 0            | 0            | 5        | 0        |        |        | 36   | 2    |
| エヴァートン                           | 2015–16      | 20           | プレミアリーグ     | 38     | 8      | 4        | 2        | 6            | 2            | —        | —        |        |        | 48   | 12   |
| エヴァートン                           | 2016-17      | 8            | プレミアリーグ     | 36     | 5      | 1        | 0        | 2            | 1            | —        | —        |        |        | 39   | 6    |
| エヴァートン                           | 2017–18      | 8            | プレミアリーグ     | 0      | 0      | —        | —        | 0            | 0            | 0        | 0        |        |        | 0    | 0    |
| エヴァートン                           | 通算         | 通算         | 通算               | 150    | 21     | 12       | 3        | 12           | 3            | 5        | 0        |        |        | 179  | 27   |
| シェフィールド・ウェンズデイ（ローン） | 2012–13      | 24           | チャンピオンシップ | 13     | 4      | 0        | 0        | 0            | 0            | —        | —        |        |        | 13   | 4    |
| リーズ・ユナイテッド（ローン）         | 2012–13      | 20           | チャンピオンシップ | 4      | 0      | 0        | 0        | 0            | 0            | —        | —        |        |        | 4    | 0    |
| チェルシー                             | 2017–18      | 8            | プレミアリーグ     | 2      | 0      | 1        | 0        | 1            | 0            | 0        | 0        | —      | —      | 4    | 0    |
| チェルシー                             | 2018–19      | 8            | プレミアリーグ     | 27     | 3      | 3        | 0        | 5            | 0            | 12       | 2        | 1      | 0      | 48   | 5    |
| チェルシー                             | 2019–20      | 8            | プレミアリーグ     | 21     | 1      | 5        | 3        | 1            | 1            | 3        | 0        | 1      | 0      | 31   | 5    |
| チェルシー                             | 2020–21      | 8            | プレミアリーグ     | 2      | 0      | —        | —        | 1            | 1            | —        | —        | —      | —      | 3    | 1    |
| チェルシー                             | 2021–22      | 18           | プレミアリーグ     | 6      | 1      | 2        | 0        | 3            | 0            | 3        | 0        | 0      | 0      | 14   | 1    |
| チェルシー                             | 通算         | 通算         | 通算               | 58     | 5      | 11       | 3        | 11           | 2            | 18       | 2        | 2      | 0      | 100  | 12   |
| アストン・ヴィラ（ローン）             | 2020–21      | 20           | プレミアリーグ     | 24     | 3      | 0        | 0        | —            | —            | —        | —        | —      | —      | 24   | 3    |
| OGCニース                              | 2022–23      | 11           | リーグ1            | 27     | 4      | 1        | 0        | —            | —            | 0        | 0        | —      | —      | 28   | 4    |
| ルートン・タウン                       | 2023–24      | 6            | プレミアリーグ     | 32     | 5      | 4        | 0        | 1            | 0            | —        | —        | —      | —      | 37   | 5    |
| アストン・ヴィラ                       | 2024–25      | 6            | プレミアリーグ     | 20     | 3      | 2        | 0        | 1            | 0            | 6        | 1        | —      | —      | 29   | 4    |
| キャリア合計                           | キャリア合計 | キャリア合計 | キャリア合計       | 328    | 45     | 30       | 6        | 25           | 5            | 29       | 3        | 2      | 0      | 414  | 59   |

1. ↑  
UEFAヨーロッパリーグの出場試合数

## 代表歴

### 出場大会
- イングランド代表
  - 2014 FIFAワールドカップ

### 試合数
- 国際Aマッチ 33試合 6得点（2013年-2019年）[75]

| イングランド代表 | 国際Aマッチ | 国際Aマッチ |
| 年               | 出場        | 得点        |
| ---------------- | ----------- | ----------- |
| 2013             | 3           | 0           |
| 2014             | 7           | 0           |
| 2015             | 9           | 2           |
| 2016             | 3           | 0           |
| 2017             | 0           | 0           |
| 2018             | 3           | 0           |
| 2019             | 8           | 4           |
| 通算             | 33          | 6           |

## タイトル
チェルシー
- FAカップ：2017-18

イングランド代表
- モンテギュー国際大会：2009
- UEFA U-17欧州選手権：2010